# Caitlyn Cox
Caitlyn Cox, född 4 december 2005, är en amerikansk taekwondoutövare.

## Karriär
I maj 2023 tävlade Cox i 57 kg-klassen vid VM i Baku. Hon besegrade mexikanska Regina Jiménez i den första omgången men blev sedan utslagen av brittiska Jade Jones i sextondelsfinalen. I oktober 2023 tog Cox brons i 57 kg-klassen vid panamerikanska spelen i Santiago.